# Lohmen (Saksonia)
Lohmen – miejscowość i gmina we wschodnich Niemczech, w kraju związkowym Saksonia, w okręgu administracyjnym Drezno, w powiecie Sächsische Schweiz-Osterzgebirge, siedziba wspólnoty administracyjnej Lohmen/Stadt Wehlen.
W języku polskim miejscowość notowana w przeszłości pod nazwą Łomno.

## Współpraca
- Oberteuringen, Badenia-Wirtembergia